# 1931 în film
- 1930 în cinematografie — 1931 în cinematografie — 1932 în cinematografie

## Premiere
Dacă nu este specificat, filmul este american.
- 24 Hours, cu Clive Brook și Kay Francis
- À nous la liberté (Freedom for Us), regizat de René Clair - (Franța)
- Alam Ara (The Light of the World), regizat de Ardeshir Irani - primul film  Indian vorbit
- Alexander Hamilton, cu George Arliss
- Alibi regizat de Leslie S. Hiscott (Marea Britanie)
- Alice in Wonderland, primul film cu sunet cu Alice
- Alone (Odna) - (URSS)
- An American Tragedy, regizat de Josef von Sternberg, cu Sylvia Sydney
- Anna Christie, regizat de Jacques Feyder, cu Greta Garbo - (Germania)
- Arrowsmith, regizat de John Ford, cu Ronald Colman și Helen Hayes
- Bachelor Apartment, cu Irene Dunne și Lowell Sherman
- The Bachelor Father, regizat de Robert Z. Leonard; cu Marion Davies și Ray Milland
- Bad Girl, regizat de Frank Borzage
- Bad Sister, cu Bette Davis
- Berlin-Alexanderplatz film bazat pe un roman de Alfred Döblin - (Germania)
- The Black Camel, un film de mister de Charlie Chan cu Warner Oland
- Blonde Crazy, cu James Cagney și Joan Blondell
- Bought!, cu Constance Bennett
- Business Under Distress (To neznáte Hadimršku) - (Cehoslovacia)
- The Champ, cu Wallace Beery și Jackie Cooper
- La Chienne (The Bitch), regizat de Jean Renoir, cu Michel Simon - (Franța)
- Cimarron, cu Richard Dix și Irene Dunne
- City Lights, regizat de and cu Charlie Chaplin
- City Streets, cu Gary Cooper și Sylvia Sidney
- A Connecticut Yankee, cu Will Rogers
- The Criminal Code, regizat de Howard Hawks, cu Walter Huston
- Daughter of the Dragon, cu Anna May Wong
- David Golder, regizat de Julien Duvivier - (Franța)
- Dishonored, regizat de Josef von Sternberg, cu Marlene Dietrich și Victor McLaglen
- Down River, cu Charles Laughton - (Marea Britanie)
- Dr. Jekyll and Mr. Hyde, regizat de Rouben Mamoulian, cu Fredric March și Miriam Hopkins
- Dracula, regizat de Tod Browning, cu Bela Lugosi și Dwight Frye
- Elisabeth of Austria cu Lil Dagover și Paul Otto - (Germania)
- Emil und die Detektive, cu Rolf Wenkhaus, Käthe Haack și Fritz Rasp - (Germania)
- Expensive Women, cu Dolores Costello și H. B. Warner
- Five and Ten, regizat de Robert Z. Leonard, cu Marion Davies și Leslie Howard
- Five Star Final, regizat de Mervyn LeRoy, cu Edward G. Robinson
- Frankenstein, regizat de James Whale, cu Boris Karloff, Colin Clive și Mae Clarke
- A Free Soul, cu Norma Shearer, Leslie Howard, Lionel Barrymore și Clark Gable
- From Saturday to Sunday (Ze soboty na neděli) - (Czechoslovakia)
- The Front Page, regizat de Lewis Milestone, cu Adolphe Menjou și Pat O'Brien
- Girls About Town, regizat de George Cukor, cu Kay Francis și Joel McCrea
- Goldie, cu Jean Harlow și Spencer Tracy
- The Guardsman, cu Alfred Lunt și Lynn Fontanne
- Guilty Hands, cu Lionel Barrymore și Kay Francis
- Hell Divers, cu Wallace Beery și Clark Gable
- Her Grace Commands (Ihre Hoheit befiehlt) - (Germania)
- Hobson's Choice, regizat de Thomas Bentley (Marea Britanie)
- Honor Among Lovers, cu Claudette Colbert și Fredric March
- Huckleberry Finn, cu Jackie Coogan
- Hyppolit, the Butler (Hyppolit, a lakáj) - (Ungaria)
- I Take This Woman, cu Gary Cooper și Carole Lombard
- Indiscreet, regizat de Leo McCarey, cu Gloria Swanson și Ben Lyon
- Iron Man, cu Lew Ayres și Jean Harlow
- It's a Wise Child, regizat de Robert Z. Leonard; cu Marion Davies și Polly Moran
- Just a Gigolo, cu William Haines și Irene Purcell
- Kalidas, primul film Tamil cu sunet; regizat de H.M. Reddy (Tamil)
- Kameradschaft (Comradeship), regizat de G.W. Pabst - (Germania)
- Kiki, cu Mary Pickford
- Der Kongreß tanzt (Congress Dances), cu Lilian Harvey - (Germania)
- The Last Flight, cu Richard Barthelmess
- Limite - (Brazil)
- Little Caesar, regizat de Mervyn LeRoy, cu Edward G. Robinson și Douglas Fairbanks Jr.
- M, regizat de Fritz Lang, cu Peter Lorre și Otto Wernicke - (Germania)
- The Mad Genius, cu John Barrymore
- Mädchen in Uniform, regizat de Carl Froelich, cu Hertha Thiele - (Germania)
- The Maltese Falcon, cu Ricardo Cortez
- Marius, regizat de Alexander Korda, cu Raimu și Pierre Fresnay - (Franța)
- Mata Hari, cu Greta Garbo și Lionel Barrymore
- Le Million, regizat de René Clair - (Franța)
- The Millionaire, cu George Arliss
- The Miracle Woman, regizat de Frank Capra, cu Barbara Stanwyck
- Monkey Business, cu Groucho, Harpo, Chico and Zeppo Marx
- My Sin, cu Tallulah Bankhead și Fredric March
- The Neighbor's Wife and Mine (Madamu to nyōbō) - (Japan)
- Night in Montmartre, regizat de Leslie S. Hiscott (Marea Britanie)
- Night Nurse cu Barbara Stanwyck și Ben Lyon
- Other Men's Women, cu Regis Toomey și Mary Astor
- Palmy Days, cu Eddie Cantor
- Pardon Us, cu Laurel and Hardy
- The Peach Girl (Tao hua qi xue ji) - (China)
- Peludópolis (Argentina)
- Platinum Blonde, cu Loretta Young, Robert Williams și Jean Harlow
- Possessed, cu Joan Crawford și Clark Gable
- Private Lives, cu Norma Shearer și Robert Montgomery
- The Public Enemy, regizat de William A. Wellman, cu James Cagney, Jean Harlow și Joan Blondell
- Quick Millions, cu Spencer Tracy
- Revenge on the Brother, regia Ebrahim Moradi (Iran)
- Sally in Our Alley, cu Gracie Fields - (Marea Britanie)
- Secret Service, cu Richard Dix
- The Secret Six, cu Wallace Beery, Lewis Stone, Johnny Mack Brown, Jean Harlow și Clark Gable
- Secrets of a Secretary, cu Claudette Colbert și Herbert Marshall
- Sidewalks of New York, cu Buster Keaton
- The Sin of Madelon Claudet, cu Helen Hayes
- The Sleeping Cardinal, cu Arthur Wontner
- Smart Money, cu Edward G. Robinson și James Cagney
- The Smiling Lieutenant, regizat de Ernst Lubitsch, cu Maurice Chevalier, Claudette Colbert și Miriam Hopkins
- The Speckled Band, regizat de Jack Raymond, cu Raymond Massey - (Marea Britanie)
- A Spray of Plum Blossoms (Yi jian mei) - (China)
- The Squaw Man regizat de Cecil B. DeMille and cu Warner Baxter
- The Stolen Jools, cu Gary Cooper, Laurel and Hardy, and Norma Shearer
- Street Scene, regizat de King Vidor, cu Sylvia Sidney
- The Struggle, regizat de D.W. Griffith
- Svengali, cu John Barrymore
- Tabu, regizat de F. W. Murnau
- Tell England, regizat de Anthony Asquith - (Marea Britanie)
- Ten Cents a Dance, cu Barbara Stanwyck și Ricardo Cortez
- The Theft of the Mona Lisa (Der Raub der Mona Lisa) - (Germania)
- This Modern Age, cu Joan Crawford
- The Threepenny Opera (Die 3 groschen-oper), cu Lotte Lenya - (Germania)
- Tilly of Bloomsbury, regizat de Jack Raymond, cu Sydney Howard, Phyllis Konstam (Marea Britanie)
- Tokyo Chorus (Tokyo no korasu), regizat de Yasujirō Ozu - (Japonia)
- Tommi, regizat de Yakov Protazanov - (URSS)
- Tonight or Never, regizat de Mervyn LeRoy, cu Gloria Swanson și Melvyn Douglas
- Waterloo Bridge, regizat de James Whale

## Seriale
- Battling with Buffalo Bill
- Danger Island
- Finger Prints
- The Galloping Ghost, cu Harold Grange
- Heroes of the Flames
- King of the Wild
- The Lightning Warrior, cu Rin Tin Tin
- The Mystery Trooper
- The Phantom of the West
- The Sign of the Wolf
- The Spell of the Circus
- The Vanishing Legion

## Serii de scurtmetraje
- Laurel and Hardy (1921–1943)
- Charley Chase (1924–1940)
- Buster Keaton (1917–1941)
- Our Gang (1922–1944)

## Serii de scurtmetraje de animație
- Aesop's Film Fables (1921–1933)
- Krazy Kat (1925–1940)
- Oswald the Lucky Rabbit (1927–1938)
- Mickey Mouse
  - The Birthday Party
  - Traffic Troubles
  - The Castaway
  - The Moose Hunt
  - The Delivery Boy
  - Mickey Steps Out
  - Blue Rhythm
  - Fishin' Around
  - The Barnyard Broadcast
  - The Beach Party
  - Mickey Cuts Up
  - Mickey's Orphans
- Silly Symphonies
  - Birds of a Feather
  - Mother Goose Melodies
  - The China Plate
  - The Busy Beavers
  - The Cat's Out
  - Egyptian Melodies
  - The Clock Store
  - The Spider and the Fly
  - The Fox Hunt
  - The Ugly Duckling
- Screen Songs (1929–1938)
- Talkartoons (1929–1932)
  - Mask a Raid (cu Betty Boop)
- Looney Tunes (1930–1969)
- Flip the Frog (1930–1933)
- Terrytoons (1930–1964)
- Toby the Pup (1930-1931)
- Merrie Melodies (1931-1969)
- Scrappy (1931-1941)
- Tom and Jerry (Van Beuren) (1931-1933)

## Filmele cu cele mai mari încasări
| #   | Titlu                           | Studio         | Actori                                                 | Încasări mondiale |
| --- | ------------------------------- | -------------- | ------------------------------------------------------ | ----------------- |
| 1.  | Frankenstein                    | Universal      | Boris Karloff                                          | "$12.000.000      |
| 2.  | Cimarron                        | RKO            | Richard Dix și Irene Dunne                             | "$1.383.000       |
| 3.  | Mata Hari                       | MGM            | Greta Garbo                                            | "$2.227.000       |
| 4.  | City Lights (Luminile orașului) | United Artists | Charlie Chaplin                                        | "$5.019.181       |
| 5.  | A Free Soul                     | MGM            | Norma Shearer                                          |                   |
| 6.  | Dracula                         | Universal      | Bela Lugosi                                            |                   |
| 7.  | Private Lives                   | MGM            | Norma Shearer                                          |                   |
| 8.  | No Limit                        | Paramount      | Clara Bow                                              |                   |
| 9.  | The Public Enemy                | Warner Bros.   | James Cagney și Jean Harlow                            |                   |
| 10. | The Smiling Lieutenant          | Paramount      | Maurice Chevalier, Claudette Colbert și Miriam Hopkins |                   |

## Premii

### Oscar
- Cel mai bun film:   Cimarron - MGM
- Cel mai bun regizor:  Frank Borzage - Bad Girl
- Cel mai bun actor: 
  - Lionel Barrymore - A Free Soul
  - Wallace Beery - The Champ
  - Fredric March - Dr. Jekyll and Mr. Hyde
- Cea mai bună actriță:  
  - Marie Dressler - Min and Bill
  - Helen Hayes - The Sin of Madelon Claudet

Articol detaliat: Oscar 1931